# Leonard (komiks)
Leonard (fr. Léonard) – begijska humorystyczna seria komiksowa, której autorami są Philippe Liegeois (rysunki) i Bob de Groot (scenariusz). Seria wydawana jest od 1977: w Belgii przez Le Lombard, a we Francji przez Dargaud. Dotychczas ukazało się 50 tomów Leonarda i siedem albumów specjalnych. W Polsce pierwsze trzy tomy opublikowało wydawnictwo Podsiedlik-Raniowski i S-ka w latach 2002–2003.

## Fabuła
Tytułowy Leonard to geniusz wzorowany na włoskim artyście i naukowcu Leonardzie da Vinci. W perypetiach towarzyszą mu: uczeń Basile, kot Raoul, mysz Bernadette i gosposia Mathurine.